# Zygmunt Kahane
Zygmunt Kahane (ur. 1846 w Lisku, zm. 22 maja 1889 w Dublanach) – polski zoolog. 

## Życiorys
Urodził się 1846 w Lisku w rodzinie żydowskiej. Był synem Ignacego (lekarz, zm. 1875). Miał braci Maurycego (1836-1896), Filipa (1838-1915), Leona (zm. 1864) oraz siostrę Ludwikę (w latach 90. XIX wieku w stanie panieńskim członkini sanockiego gniazda Polskiego Towarzystwa Gimnastycznego „Sokół”). Wraz z rodziną przeprowadził się do Sanoka pod zaborem austriackim, gdzie ojciec rodziny od około 1857 pracował jako lekarz.
W latach uczęszczał 1858-63 do Gimnazjum w Rzeszowie. Będąc uczniem VII klasy 3 lutego 1863 opuścił szkołę i wyjechał do Krakowa z zamiarem przystąpienia na ochotnika do powstania styczniowego. Jego faktyczny udział w insurekcji nie został ustalony, zaś po powrocie gimnazjalistę spotkały reperkusje ze strony władz szkolnych, otrzymał zezwolenie na egzamin prywatny z VII klasy, a do kolejnej już nie uczęszczał, jako że miał zostać usunięty ze szkoły (w walkach brali też udział jego bracia Filip, Maurycy i Leon, a ostatni z nich poległ). Po upadku zrywu zdołał powrócić do Galicji, twierdząc, że nieobecność jego spowodowana była chorobą, uniknął represji, skończył szkołę średnią.
Studiował medycynę na Uniwersytecie Jagiellońskim. Po ukończeniu studiów przez trzy lata praktykował w tej dziedzinie, po czym zapisał się do Wyższej Szkoły Rolniczej w Dublanach, którą ukończył w 1875. W latach 1875–1877 studiował zoologię u Leuckarta w Lipsku. Wówczas napisał pracę, w której wykazał istnienie układu nerwowego u płazińców. Od około 1878 był prowizorycznym adiunktem w Szkole Gospodarstwa Wiejskiego w Dublanach (od około 1881 pod nazwą Krajowa Wyższa Szkoła Rolnicza), a od około 1883 do końca życia był tam profesorem chowu zwierząt. W szkole dublańskiej był profesorem hodowli ogólnej, zoologii ogólnej, anatomii, fizjologii i histologii zwierząt oraz hodowli szczegółowej konia w Wyższej Szkole Rolniczej w Dublanach. Zorganizował tam również muzeum zoologiczne, laboratorium i pracownię zootomiczną. 
Od około 1879 był członkiem oddziału lwowskiego C. K. Galicyjskiego Towarzystwa Gospodarskiego, a od około 1881 także oddziału samborsko-staromiejsko-turczańskiego.
22 maja 1889, po przybyciu ze Lwowa do Dublan, udał się do laboratorium i popełnił samobójstwo strzałem z pistoletu. W liście pozostawionym żonie oświadczył, że do targnięcia się na swoje życie popchnęły go długoletnie cierpienia. Według innego doniesienia prasowego miał odebrać sobie życie w przystępie nerwowego rozdrażnienia. Jego pogrzeb odbył się 25 maja 1889.

## Prace
- O tasiemcu nastroszonym (Taenia perfoliata Goeze). Pam AU mat-przyr 4, 1878
- Teorie rozpłodu płciowego w swym pochodzie historycznym. Kosmos 1878, 1879